# Championnats du monde de marathon (canoë-kayak) 2024
 (septembre 2024).
Si vous disposez d'ouvrages ou d'articles de référence ou si vous connaissez des sites web de qualité traitant du thème abordé ici, merci de compléter l'article en donnant les références utiles à sa vérifiabilité et en les liant à la section « Notes et références ».
Navigation
Vejen 2023 Győr 2025

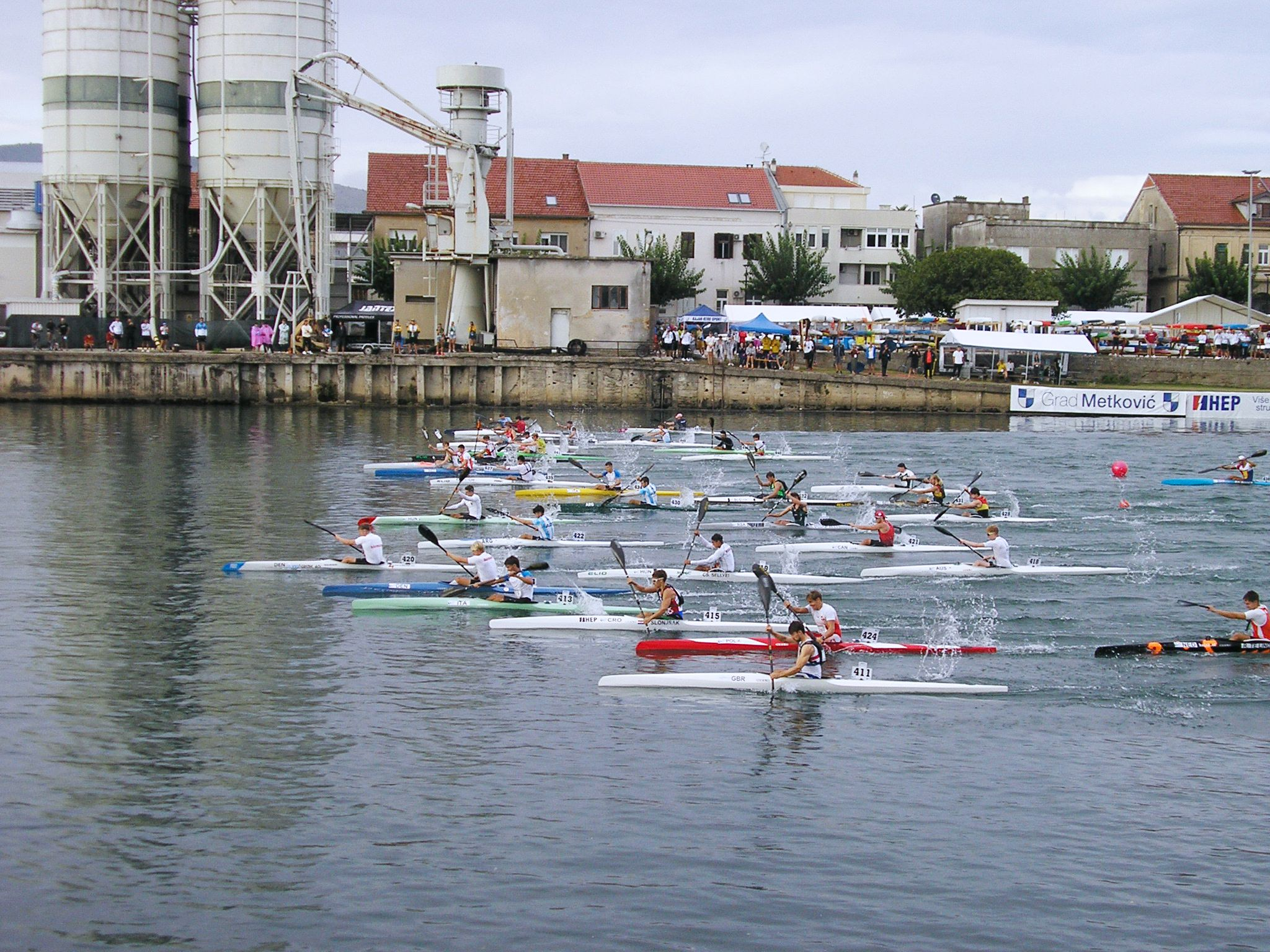

Les championnats du monde de marathon en canoë-kayak 2024, trentième-et-unième édition des championnats du monde de marathon en canoë-kayak, ont lieu du 16 au 22 septembre 2024 à Metković en Croatie.
Des épreuves de paracanoe sont aussi inclus (KL1,KL2,KL3,VL1,VL2,VL3) mais avec très peu de concurrents.

## Résultats

### Hommes
| Épreuve   | Or                                         | Or                 | Argent                               | Argent             | Bronze                                 | Bronze             |
| --------- | ------------------------------------------ | ------------------ | ------------------------------------ | ------------------ | -------------------------------------- | ------------------ |
| C1        | Mateusz Borgieł                            | 1 h 44 min 0 s 95  | Manuel Antonio Campos                | 1 h 45 min 6 s 65  | Rui Lacerda                            | 1 h 46 min 1 s 82  |
| C1 Sprint | Ignacio Calvo                              | 14 min 51 s 24     | Mateusz Borgieł                      | 14 min 55 s 07     | Thomas Dubois Dunilac                  | 14 min 59 s 87     |
| C2        | Pologne- Mateusz Borgieł - Mateusz Zuchora | 1 h 36 min 56 s 71 | Espagne- Jaime Duro - Óscar Graña    | 1 h 37 min 26 s 03 | Portugal- Rui Lacerda - Ricardo Coelho | 1 h 38 min 15 s 74 |
| K1        | Mads Pedersen                              | 2 h 3 min 28 s 75  | José Ramalho                         | 2 h 5 min 53 s 21  | Adrián Martín                          | 2 h 6 min 14 s 22  |
| K1 Sprint | Mads Pedersen                              | 12 min 27 s 69     | Hamish Lovemore                      | 12 min 41 s 25     | Iván Alonso Lage                       | 12 min 49 s 68     |
| K2        | Portugal- Fernando Pimenta - José Ramalho  | 1 h 53 min 56 s 58 | France- Quentin Urban - Jérémy Candy | 1 h 53 min 58 s 23 | Hongrie- Adrián Boros - Tamás Erdélyi  | 1 h 54 min 19 s 68 |

### Femmes
| Épreuve   | Or                                  | Or                 | Argent                                           | Argent             | Bronze                               | Bronze             |
| --------- | ----------------------------------- | ------------------ | ------------------------------------------------ | ------------------ | ------------------------------------ | ------------------ |
| C1        | Liudmyla Babak                      | 1 h 21 min 33 s 44 | Zsófia Kisbán                                    | 1 h 22 min 27 s 61 | Olena Tsyhankova                     | 1 h 23 min 11 s 79 |
| C1 Sprint | Zsófia Kisbán                       | 16 min 48 s 93     | Liudmyla Babak                                   | 17 min 7 s 88      | Olena Tsyhankova                     | 17 min 34 s 09     |
| K1        | Melina Andersson                    | 1 h 58 min 37 s 51 | Vanda Kiszli                                     | 1 h 58 min 43 s 42 | Emese Kőhalmi                        | 1 h 59 min 21 s 09 |
| K1 Sprint | Melina Andersson                    | 14 min 2 s 03      | Emese Kőhalmi                                    | 14 min 8 s 58      | Vanda Kiszli                         | 14 min 9 s 90      |
| K2        | Hongrie- Zsóka Csikós Emese Kőhalmi | 1 h 53 min 1 s 90  | Afrique du Sud- Saskia Hockly Christie MacKenzie | 1 h 53 min 33 s 16 | Suède- Melina Andersson Ella Richter | 1 h 54 min 13 s 84 |